# Lágrimas negras (film, 1998)
Pour les articles homonymes, voir Lágrimas negras.
Pour plus de détails, voir Fiche technique et Distribution.
Lágrimas negras est un film espagnol réalisé par Ricardo Franco et terminé par Fernando Bauluz de façon posthume, sorti en 1998.

## Synopsis
Andrés, un jeune photographe, tombe amoureux d'Isabelle, une femme tourmentée.

## Fiche technique
- Titre : Lágrimas negras
- Réalisation : Ricardo Franco et Fernando Bauluz
- Scénario : Ricardo Franco, Ángeles González-Sinde et Dionisio Pérez
- Musique : Eva Gancedo
- Photographie : Gonzalo F. Berridi
- Montage : Esperanza Cobos et Buster Franco
- Production : Fernando Bovaira et Gustavo Ferrada
- Société de production : Aurum et Sociedad General de Televisión
- Pays :  Espagne
- Genre : Drame et romance
- Durée : 104 minutes
- Date de sortie : 
  - Espagne : octobre 1998 (festival international du film de Valladolid), 26 février 1999

## Distribution
- Ariadna Gil : Isabel
- Fele Martínez : Andrés
- Elena Anaya : Alicia
- Ana Risueño : Cinta
- Elvira Mínguez : Marta
- Felipe García Vélez : Máximo García
- Arturo Acero : le policier
- Elena Lombao : Mac
- Maruxa Yusty : Charo
- Ángela Castilla : Doris
- Alfonso Delgado : Luis
- Cristina Botella Andreu : Lucía
- Pablo Carrión : Enrique
- Ángeles González-Sinde : Berta

## Distinctions
Le film a été nommé au prix Goya de la meilleure actrice pour Ariadna Gil.